# 矮紅娘魚
矮紅娘魚，為輻鰭魚綱鮋形目牛尾魚亞目角魚科的其中一種，分布於西太平洋的新喀里多尼亞海域，棲息深度290-310公尺，體長可達10.1公分，為深海底棲性魚類，屬肉食性。

## 擴展閱讀
維基物種上的相關：矮紅娘魚